# Lettere pastorali
Le lettere pastorali sono le ultime tre lettere paoline del Nuovo Testamento: la Prima lettera a Timoteo, la Seconda lettera a Timoteo e la Lettera a Tito.
Oggi la maggior parte degli studiosi ritiene che questi scritti non siano opera diretta di Paolo di Tarso, ma siano riconducibili a una tradizione a lui successiva.
Le tre lettere sono generalmente considerate come un gruppo per similarità di stile e contenuti e perché, a differenza degli altri scritti paolini, non sono indirizzate ad una Chiesa, o a un gruppo di Chiese, ma si rivolgono piuttosto a una singola persona. Sono inoltre chiamate pastorali perché in esse l'autore istruisce Timoteo e Tito nel loro compito di pastori di una chiesa.
L'espressione Lettere pastorali è comunque relativamente recente: è stata infatti utilizzata per la prima volta in Germania da Paul Anton nel 1753, mentre Cosma Magliano aveva precedentemente, nel 1609, raggruppato i tre scritti sotto il nome di Lettere pontificali.

## Contenuti
Le lettere contengono una serie di disposizioni pratiche sulla guida delle comunità, che viene istituzionalizzata e definita nelle sue forme. A differenza delle altre lettere paoline, all'immagine del corpo di Cristo viene qui preferita quella della casa, con al vertice il vescovo e accanto a sé i diaconi.
L'enfasi missionaria che caratterizza Paolo è inoltre qui meno presente: prevale infatti l'attenzione sui comportamenti necessari a garantire la rispettabilità dei ministri a capo delle comunità. In queste, in sostanza, la figura del capo carismatico cede progressivamente il passo a una direzione più istituzionale.

## Dibattito sull'autenticità
Le lettere pastorali non furono incluse nel canone delle lettere di Paolo composto da Marcione (140 circa), e non esistono testimonianze che le citino prima del 170; a tale data risale anche il Canone muratoriano, che invece include le lettere. Possibili citazioni dalla seconda lettera a Timoteo sono comunque presenti in testi cristiani della prima metà del II secolo (Lettera di Policarpo ai Filippesi e Prima lettera di Clemente).
La maggioranza degli studiosi moderni considera questi scritti opera di un autore diverso da Paolo. Le osservazioni avanzate riguardano, in particolare:
- il vocabolario utilizzato, che differisce sensibilmente da quello delle lettere considerate autenticamente paoline: molte parole non sono mai usate nel resto del Nuovo Testamento e un insieme sostanziale di questo gruppo di parole non paoline è tipico degli scrittori cristiani del II secolo;[Nota 3]
- lo stile, che non è quello movimentato e partecipato di Paolo, ma è invece molto più pacato e meditativo, più simile alla Lettera agli Ebrei e alla Prima lettera di Pietro che alla Lettera ai Galati o alla Lettera ai Romani;[Nota 4]
- la situazione storica, che non è facile conciliare con quanto si conosce della vita di Paolo tramite le sue lettere o gli Atti degli Apostoli;[Nota 5]
- la condizione della cristianità implicita nelle lettere pastorali sarebbe infine più evoluta rispetto alla Chiesa nascente descritta negli altri scritti paolini.[Nota 6]

Gli esegeti del "Nuovo Grande Commentario Biblico" sostengono che "sebbene scritte da qualcun altro sotto il nome di Paolo, le pastorali non sono dei «falsi». Nell'ambito della tradizione filosofica greco-romana, la scrittura di lettere pseudonime era una consuetudine affermata da lungo tempo. [...]  L'autore delle pastorali si è certamente ispirato agli scritti del suo maestro, Paolo, sebbene non sia certo che egli conoscesse tutte le sue lettere".
Alcuni studiosi sostengono comunque l'autenticità paolina delle lettere pastorali. Secondo questi autori, poiché Paolo spesso non scriveva di suo pugno, le diversità stilistiche e di vocabolario potrebbero essere spiegate con una diversa autonomia dello scrivano che ha curato la lettera, mentre la difficoltà nel collocare gli eventi citati nella vita conosciuta dell'apostolo verrebbero risolte con l'ipotesi di una seconda prigionia a Roma o tramite la presenza di lacune nell'ordine di narrazione degli Atti degli apostoli. La collocazione della lettera in una fase avanzata della vita di Paolo spiegherebbe inoltre la crescente organizzazione delle comunità cristiane e il diffondersi di nuove correnti di pensiero. 
Tali supposizioni non sono comunque condivise dalla maggioranza degli studiosi e gli esegeti del "Nuovo Grande Commentario Biblico", in merito, osservano che "alcuni ipotizzano che i cambiamenti siano da attribuire all'età avanzata di Paolo e alle sofferenze della prigionia. Tuttavia, secondo i consueti calcoli fatti dai difensori dell'autenticità, queste lettere dovrebbero essere state composte non più di cinque anni dopo Rm. Questo rende difficile spiegare tutte le divergenze, in special modo i mutamenti sintattici e grammaticali, sulla base di fattori psicologici determinanti" e, relativamente invece all'ipotesi della composizione da parte di un segretario incaricato da Paolo, tali studiosi evidenziano che "però, quando Paolo si è effettivamente servito di un segretario (vedi Rm16,22; 1Cor16,21 ; Gal6,11-18), il suo stile tipico è rimasto inalterato. Se è stato un segretario a comporre le lettere pastorali (ma non vi sono elementi interni che rinviino a tale persona), a quell'individuo Paolo deve aver concesso una libertà insolita. Inoltre, Paolo avrebbe dovuto servirsi del medesimo segretario sia in Asia che a Roma per tutto il tempo necessario alla composizione delle pastorali perché le tre lettere possiedono una coerenza stilistica notevole. La teoria del segretario, che tutt'al più è un'ipotesi improbabile, finisce in ogni caso con l'essere molto simile a quella della pseudonimia".
Una minoranza di critici propone infine una soluzione intermedia: le lettere pastorali risulterebbero dalla rielaborazione, da parte di un discepolo, di alcuni frammenti e brevi biglietti paolini.
Alcuni autori ritengono infine errato analizzare collettivamente le lettere pastorali, evidenziando in particolare come la Seconda lettera a Timoteo si differenzi dagli altri due scritti, che sarebbero invece tra loro più affini.

### Riferimenti
1. ↑  Bruno Maggioni, "Introduzione all'epistolario paolino" in "La Bibbia", Edizioni San Paolo, 2009.
2. ↑  Bernardo Boschi, "La formazione della Bibbia", Edizioni Studio Domenicano, 2011.
3. ↑  Gerd Theissen, "Il Nuovo Testamento", Carocci, 2003.
4. ↑  AA.VV., Introduzione alle lettere di Paolo in Le lettere di Paolo, EDB, 2009
5. ↑  Norman Perrin, The New Testament: An Introduction, pp. 264-265; Werner Georg Kummel, Introduction to the New Testament, pp. 371-384
6. ↑  Un approfondimento su questa posizione è disponibile nel paragrafo The modern paradigm (The majority interpretation), in Philip H. Towner, The letters to Timothy and Titus, 2006.
7. ↑  Raymond E. Brown, Joseph A. Fitzmyer, Roland E. Murphy, Nuovo Grande Commentario Biblico, Queriniana, 2002, pp. 1168-1170, ISBN 88-399-0054-3.
8. ↑  Approfondimenti sono disponibili in  AA. VV, Le lettere di Paolo, EDB, 2008 e nel paragrafo The traditional paradigm and its status today (The minority interpretation), in Philip H. Towner, The letters to Timothy and Titus, 2006
9. ↑  Raymond E. Brown, Joseph A. Fitzmyer, Roland E. Murphy, Nuovo Grande Commentario Biblico, Queriniana, 2002, pp. 1168-1170, ISBN 88-399-0054-3. (Cfr anche: Bibbia TOB, Elle Di Ci Leumann, 1997, pp. 2743-2747, ISBN 88-01-10612-2.).
10. ↑  Su questa posizione cfr. William Barclay, "The letters to Timothy, Titus, and Philemon", 2003 e Marshall, citato in Philip H. Towner, "The letters to Timothy and Titus", 2006
11. ↑  J. Murphy O'Connor cit. in Philip H. Towner, "The letters to Timothy and Titus", 2006. Su questa posizione cfr. anche AA.VV. "Le lettere di Paolo", EDB, 2008.